# Барбашина, Анна Никитична
Анна Никитична Барбашина (1925-?) — звеньевая колхоза имени Тельмана Ессентукского района Ставропольского края. Герой Социалистического Труда (1948)

## Биография
Родилась в 1925 году в Центрально-Чернозёмной области (ныне — территория Воронежской области), в крестьянской семье. По национальности русская.
С 1941 года работала в колхозе имени Тельмана Ессентукского района Ставропольского края, позже возглавила в этом колхозе полеводческое звено по выращиванию зерновых культур. По итогам работы в 1947 году звено А. Н. Барбашиной получило рекордный урожай пшеницы — 31,02 центнера с гектара на площади 8 гектаров.
Указом Президиума Верховного Совета СССР от 30 января 1948 года за получение высоких урожаев пшеницы и кукурузы в 1947 году Барбашиной Анне Никитичне присвоено звание Героя Социалистического труда с вручением ордена Ленина и золотой медали «Серп и Молот». Этим же указом звание Героев Социалистического Труда было присвоено председателю колхоза М. И. Артёмову, а также звеньевой колхоза Э. Г. Гюльбековой — подруги Анны Барбашиной, чьи звенья постоянно соревновались между собой.
Дальнейшая судьба неизвестна.

## Награды
- Герой Социалистического Труда (30.01.1948)
- орден Ленина (30.01.1948)
- медали СССР
  - в том числе медаль «За доблестный труд в Великой Отечественной войне»